# Be Mine
Be Mine es el primer EP de la banda estadounidense de pop-rock Jonas Brothers. Lanzado el 1 de enero del 2009, bajo el sello discográfico Universal.
El EP fue lanzado en formato físico y descarga digital, e incluye cinco canciones de amor escritas por la banda. 

## Lista de canciones
| Be Mine - EP |                                |                                                                                 |          |  |
| N.º          | Título                         | Escritor(es)                                                                    | Duración |  |
| 1.           | «Lovebug»                      | Nick Jonas                                                                      | 3:40     |  |
| 2.           | «When You Look Me in the Eyes» | Nick Jonas, Joe Jonas, Kevin Jonas II, Kevin Jonas Sr. PJ Blanco & Raymond Boyd | 4:09     |  |
| 3.           | «Got Me Going Crazy»           | Nick Jonas                                                                      | 2:35     |  |
| 4.           | «Burnin' Up»                   | Nick Jonas, Joe Jonas, Kevin Jonas                                              | 2:54     |  |
| 5.           | «Still in Love With You»       | Nick Jonas, Joe Jonas, Kevin Jonas                                              | 3:10     |  |
| 15:48        |                                |                                                                                 |          |  |